# HQ-17
Le HQ-17 (nom de code OTAN : CH-SA-15)  est un système de missile sol-air Chinois tout temps, à basse et moyenne altitude et à courte portée dérivé du Tor-M1.

## Développement
En 1996, la Chine a commandé à la Russie 14 systèmes de missiles Tor-M1, livrés dans le cadre d'un contrat en 1997. En 1999, un autre contrat pour 13 systèmes Tor-M1 a été signé entre la Russie et la Chine. La livraison des systèmes a eu lieu en 2000.
Vers 2000, la Chine a cherché à produire localement sous licence le système de missiles Tor-M1, mais la Russie aurait refusé. En conséquence, la Chine a décidé de procéder à une rétro-ingénierie du système de missiles.
Le HQ-17 a été incorporé en service dans l'armée chinoise vers le début de 2013. L'existence du système a été confirmée par l'armée chinoise en 2015. Une variante d'exportation, appelée FM-2000, a été présentée au salon aéronautique de Zhuhai en 2018.

## Conception
Le HQ-17 présente diverses améliorations par rapport au système Tor-M1. Le HQ-17 intègre un lanceur tout-terrain à chenilles indigène, une nouvelle antenne d'identification ami ou ennemi (IFF) au-dessus du radar de recherche, un radar à balayage électronique (AESA) pour de meilleures performances contre le brouillage et la capacité de liaison de données avec d'autres systèmes chinois.
Une batterie de défense aérienne HQ-17 typique se compose d'un véhicule de commandement, de 4 véhicules de lancement de missiles, de 2 véhicules de rechargement NG-80, de 2 véhicules de transport de munitions NG-80 et d'autres véhicules de soutien. Bien qu'une batterie du HQ-17 fonctionne généralement de manière indépendante, elle peut également recevoir des données de ciblage liées aux données des radars de surveillance.
Le HQ-17 est conçu pour suivre les troupes mécanisées comme les bataillons de chars pour fournir une couverture aérienne en mouvement, ainsi que pour protéger les locaux militaires critiques.

### Armement
Les missiles du HQ-17 sont physiquement similaires aux missiles du Tor-M1 comme le 9M330 ou 9M338, avec une masse d'environ 165 kg, une longueur d'environ 2,9 m et un diamètre d'environ 0,23 m. Sa portée oblique pour intercepter des cibles aériennes en vol est de 1,5 km à 15 km, légèrement plus importante que celle du Tor-M1, et fonctionne à une altitude de 10 m à 10 km.
Le système de guidage du missile comprend un guidage radar semi-actif via le radar de poursuite, le viseur de optoélectronique ou le viseur thermique du lanceur.
Chaque véhicule transporte 2 x 4 cassettes de missiles pour un total de 8 missiles, qui peuvent être rechargés 4 missiles à la fois par un camion de rechargement Shaanxi SX2306 équipé d'une grue.

### Conduite de tir
Chaque lanceur emporte un radar de recherche PESA et un radar de guidage AESA. Le radar de recherche chinois PESA a une portée plus longue que le système Tor d'origine, avec une portée de détection de 45 km. Le système peut surveiller jusqu'à 48 cibles, suivre 24 cibles et engager 2 cibles simultanément. D'autres dispositifs de suivi comprennent un télémètre laser, un viseur de suivi thermique et un viseur de suivi de visuel.

### Châssis
Le lanceur HQ-17 intègre à la fois des systèmes de missiles et de radar sur un seul châssis, capable de fonctionner de manière indépendante sans autres véhicules à batterie, c'est donc un véhicule TELAR (tracteur-érecteur-lanceur radar).
Le châssis à chenilles pèse environ 32 t et mesure 8 m de long, 3,2 m de haut et 4 m de large. Il serait propulsé par un moteur diesel d'environ 750 à 800 ch et aurait une vitesse maximale de 65 km/h.
Le lanceur à roues est produit par Dongfeng Motor Corporation et est un châssis 6x6 similaire au MZKT-6922 biélorusse. Le véhicule pèse environ 30 t et mesure environ 9,7 m de long, 3,1 m de haut et 3,7 m de large. Le véhicule comprend une transmission intégrale , un système de gonflage centralisé des pneus et une coque légèrement blindée qui protège contre les tirs d'armes légères et les éclats d'obus. Il serait propulsé par un moteur diesel d'environ 400 ch et aurait une vitesse maximale de 80 km/h.
L’une des principales améliorations de la variante à roues était la capacité de tirer en mouvement.

## Déploiement
La version à chenilles HQ-17 et la version à roues HQ-17A sont toutes deux actuellement en service dans la force terrestre de l'Armée populaire de libération.
En mai 2021, environ 2 batteries de HQ-17A sont entrées en service dans le commandement militaire chinois du Xinjiang à une altitude de plus de 4 500 m aux côtés de 2 batteries de PHL-11 MLRS.

## Variantes
HQ-17
Variante à chenilles
HQ-17A
Variante à roues
FM-2000
Variante à roues destinée à l'exportation. Des contremesures électroniques améliorées (ECM) ont été présentées sous la forme d'une capacité de contre-brouillage contre plusieurs cibles.
FM-3000
Variante à roues destinée à l'exportation. Améliorée par rapport au FM-2000. Un système de missile sol-air d'une portée de 30 km basé sur le HQ-17.
HQ-17AE
Une variante d'exportation basée sur le HQ-17A à roues,.
Système anti-drone CASIC
Présenté pour la première fois au salon aéronautique de Zhuhai 2022. Il comprend les missiles à courte portée HQ-17AE et QW-12, le radar de recherche à basse altitude DK-1, le système de défense contre les drones ZR-1500 et la station terrestre ZK-K20.

## Opérateurs
République populaire de Chine
- Force terrestre de l'Armée populaire de libération - 200 HQ-17, 50 HQ-17A en 2023 [1]

 Arabie saoudite
- HQ-17AE[18]

 Serbie
- HQ-17AE[19]

 Tadjikistan
- HQ-17AE[20]